# Andrija Maksimović
Andrija Maksimović (Novi Pazar, 5 de junio de 2007) es un futbolista serbio que juega en la demarcación de centrocampista para el R. B. Leipzig de la 1. Bundesliga.

## Selección nacional
Tras jugar en las categorías inferiores de la selección, finalmente el 12 de octubre de 2024 hizo su debut con la selección de Serbia en un partido de la Liga de Naciones de la UEFA 2024-25 contra Suiza que finalizó con un resultado de 2-0 a favor del combinado serbio tras un gol de Aleksandar Mitrović y un autogol de Nico Elvedi.

## Estadísticas

### Clubes
Actualizado al último partido disputado el 8 de marzo de 2025.
| Club                             | Div.          | Temporada     | Liga  | Liga  | Liga   | Copas nacionales | Copas nacionales | Copas nacionales | Copas internacionales | Copas internacionales | Copas internacionales | Total | Total | Total  |
| Club                             | Div.          | Temporada     | Part. | Goles | Asist. | Part.            | Goles            | Asist.           | Part.                 | Goles                 | Asist.                | Part. | Goles | Asist. |
| -------------------------------- | ------------- | ------------- | ----- | ----- | ------ | ---------------- | ---------------- | ---------------- | --------------------- | --------------------- | --------------------- | ----- | ----- | ------ |
| RFK Grafičar Beograd Serbia      | 2.ª           | 2023-24       | 24    | 6     | 1      | —                | —                | —                | —                     | —                     | —                     | 24    | 6     | 1      |
| RFK Grafičar Beograd Serbia      | 2.ª           | 2024-25       | 5     | 3     | 2      | —                | —                | —                | —                     | —                     | —                     | 5     | 3     | 2      |
| RFK Grafičar Beograd Serbia      | Total club    | Total club    | 29    | 9     | 3      | 0                | 0                | 0                | 0                     | 0                     | 0                     | 29    | 9     | 3      |
| Estrella Roja de Belgrado Serbia | 1.ª           | 2023-24       | —     | —     | —      | 2                | 0                | 0                | 0                     | 0                     | 0                     | 2     | 0     | 0      |
| Estrella Roja de Belgrado Serbia | 1.ª           | 2024-25       | 17    | 2     | 4      | 1                | 1                | 2                | 7                     | 0                     | 0                     | 25    | 3     | 6      |
| Estrella Roja de Belgrado Serbia | Total club    | Total club    | 17    | 2     | 4      | 3                | 1                | 2                | 7                     | 0                     | 0                     | 27    | 3     | 6      |
| Total carrera                    | Total carrera | Total carrera | 46    | 11    | 7      | 3                | 1                | 2                | 7                     | 0                     | 0                     | 56    | 12    | 9      |

## Palmarés

### Títulos nacionales
| Título              | Club                      | País   | Año  |
| ------------------- | ------------------------- | ------ | ---- |
| Superliga de Serbia | Estrella Roja de Belgrado | Serbia | 2025 |
| Copa de Serbia      | Estrella Roja de Belgrado | Serbia | 2025 |